# Home News Tribune
Le Central New Jersey Home News Tribune est un quotidien desservant le comté de Middlesex, New Jersey. Le journal a un tirage quotidien moyen en semaine d'environ 49 000 exemplaires . 

## Histoire
The Home News avait à l'origine son siège social au Nouveau-Brunswick. Lorsqu'elle opérait dans la section industrielle sud-ouest de la ville, la route sur laquelle elle se trouvait s'appelait "Home News Row" et conserve son nom aujourd'hui.
Le journal est le résultat de la fusion en 1995 de The Home News of East Brunswick (fondé en 1879) et de The News Tribune of Woodbridge Township. Le News Tribune était auparavant connu sous le nom de "The Perth Amboy Evening News". Le journal combiné, initialement renommé Home News & Tribune avant que l'esperluette ne soit supprimée, a été vendu à Gannett en 1997,  ,, . 
En 2009, certaines opérations de production ont été déplacées et consolidées avec celles des journaux Central Jersey Gannett. Ces opérations sont maintenant situées à Neptune . La salle de presse et les services de publicité sont restés à East Brunswick à l'époque, mais ont été transférés à Somerville, où son journal sœur, le Courier News of Somerville, a son siège. Les deux journaux partagent une grande partie du même contenu.
Paul C. Grzella est l'actuel directeur général du Home News Tribune, ainsi que du Courier News à Somerville.